# 김성준 (1999년)
김성준(1999년 12월 9일 ~ )은 대한민국의 가수다. 2019년 싱글 《초코에몽》으로 데뷔했다.

## 방송
- 너의 목소리가 보여 6 (2019)
- 보컬플레이 2 (2019) - Top33(29위)
- 내일은 국민가수 (2021) - Top14(13위)

## 음반
- 초코에몽 (2019)
- 나는야 키몽맨 Part.1 Cowboy (2020)
- 나는야 키몽맨 Part.2 차분하게 (2020)
- 나는야 키몽맨 (2020)
- Wake Up! Korea! (2021)
- 국민가수 데스매치 PART2 (2021)

## 공연
- Merry키몽스마스 (2019)
- 나는야 키몽맨! (싱어송라이터 김성준 1ST 미니앨범 쇼케이스) (2020)